# 新沙龍 (愛荷華州)
新沙龍（英語：New Sharon）是一個位於美國愛荷華州馬哈斯卡縣的城市。

## 地理
新沙龍的座標為41°28′10″N 92°39′03″W / 41.46944°N 92.65083°W，而該地的平均海拔高度為266米（即873英尺）。

## 人口
根據2010年美國人口普查的數據，新沙龍的面積為2.43平方千米，當中陸地面積為2.43平方千米，而水域面積為0.00平方千米。當地共有人口1293人，而人口密度為每平方千米532人。